# Jannik Kloft
Jannik Christian Kloft (* 1988 in Dortmund) ist ein deutscher Filmschauspieler.

## Leben
Jannik Kloft wurde von 2015 bis 2017 an der Film Acting School Köln zum Schauspieler ausgebildet. Es folgten eine Reihe von Einsätzen in Fernsehserien-Episoden. 2019 spielte er den „jungen Mick“ in der Action-Komödie Der letzte Bulle.

## Filmografie
- 2016: Was ich von Dir weiß
- 2016: Einstein (Fernsehserie, eine Folge)
- 2017: Professor T. (Fernsehserie, eine Folge)
- 2018: Unter Uns (Fernsehserie, eine Folge)
- 2018: Lifelines (Fernsehserie, eine Folge)
- 2019: Kasalla – Ich jonn kapott (Musikvideo)
- 2019: Der letzte Bulle
- 2023: Berlin